# ستيوارت بوم
ستيوارت بوم (بالإنجليزية: Stuart Boam)‏ هو لاعب كرة قدم ومدرب كرة قدم بريطاني في مركز قلب الدفاع، ولد في 28 يناير 1948 في Kirkby-in-Ashfield ‏ في المملكة المتحدة. لعب مع نادي مانسفيلد تاون ونادي ميدلزبره ونادي هارتلبول يونايتد ونيوكاسل يونايتد.